# Browning Arms Company
Browning Arms Company is een Amerikaanse wapenfirma. Ze is bekend van het pistoolmerk Browning, vernoemd naar de Amerikaanse wapenontwerper John Moses Browning. In de begintijd, tot 1883, produceerde Browning zelf wapens, daarna verkocht en patenteerde het bedrijf wapenontwerpen, en was het merk een handelsnaam. Voor wapens en munitie die de naam Browning dragen of grotendeels door Browning ontworpen zijn, zie de tabel onderaan. Al sinds het eind van de 19e eeuw waren er goede contacten met het Belgische FN, en het merk Browning werd in 1977 opgekocht door FN Herstal dat zelf in 1991 overgenomen werd door het Franse GIAT Industries. In 1996 bleek dat GIAT in grote financiële problemen was en normaal gesproken failliet zou gaan. Met steun van de Franse overheid maakte het bedrijf eind jaren 1990 een doorstart als Nexter. In 1997 nam de Waalse overheid de FN-onderdelen over en hernoemde die tot Groupe Herstal. Daarvan geldt FN nu als de tak voor defensie en professionele ordehandhavers. Browning is de tak die wapens, munitie en uitrusting verkoopt voor jagers en hobby- en sportschutters.

## Geschiedenis

### Het gezin Browning
John Moses Browning leefde van 1855 tot 1926. Hij is als wapenontwerper van doorslaggevende betekenis geweest voor de wapenontwikkeling in de 19e, 20e en zelfs de 21e eeuw. Vandaag de dag worden nog steeds de modernste pistolen gemaakt, gebaseerd op zijn patenten uit de 19e eeuw.
Johns vader Jonathan Browning had een eigen wapenwerkplaats in Kentucky. In 1846 verhuisde het gezin naar Nauvoo, Illinois, waar vader Browning opnieuw een wapenwinkel opende. Zes jaar later verhuisden gezin en wapenbedrijf opnieuw, dit keer naar Ogden, Utah. John Moses werd hier in 1855 geboren, en het wapenhandwerk werd hem met de paplepel ingegoten. Op zijn 14e maakte hij zijn eerste geweer.

### J.M. Browning & Brother Company
In 1879 overleed vader Jonathan Browning, en John Moses Browning en zijn broer Matthew namen de zaak over. John hield zich bezig met de productie, terwijl Matthew de verkoop deed. In 1880 veranderde de naam van het bedrijf in J.M. Browning & Brother Company. In hetzelfde jaar startten zij met de serieproductie van het “Browning Model 1878” enkelschots geweer. Tot 1882 maakten zij een paar honderd stuks, en de activiteiten van de nieuwe firma trokken de aandacht van de concurrentie. In 1883 werd de voorraad M1878 geweren, samen met de productierechten, opgekocht door de Winchester Repeating Arms Company, die dit geweer op de markt bracht als het Winchester Model 1885 High Wall geweer. Hierna heeft Browning nooit meer zelf wapens geproduceerd. John Moses ontwierp meer dan 80 wapensystemen en had 182 wapenpatenten op zijn naam staan. Veel ontwerpen verkocht hij aan Colt, Remington, Stevens en Winchester. Voorbeelden hiervan zijn de Colt 1900 en de beroemde Colt 1911 pistolen, het Winchester 1885 geweer en de latere lever-action geweren. Ook de pomp-action geweren van Remington en Winchester zijn op de patenten van Browning gebaseerd.

### Contacten met FN
In 1897 ontwierp John een klein model pistool met een massavergrendeling in het kaliber 7,65 mm (.32 ACP). Colt bleek niet geïnteresseerd in het ontwerp, maar een vertegenwoordiger van de Belgische wapenfabriek FN, op zakenreis door de Verenigde Staten, had wel belangstelling. Hij nam een prototype mee naar huis. FN zag wel brood in het pistoolontwerp en kocht de productierechten.
FN, de Fabrique Nationale uit Herstal, was in 1889 opgericht door een groep Belgische industriëlen. Zij maakten er Mauser geweren in licentie voor het Belgische leger. Voor het opzetten van het nodige machinepark kregen zij hulp van Ludwig Loewe uit Berlijn. Later ging men zich ook toeleggen op de fabricage van andere vuurwapens. In 1977 kocht FN de Browning Company op. Browning was toen eigenlijk alleen een handelsmaatschappij. Men liet de pistolen door FN produceren en de Browning hagelgeweren werden door Miroku In Japan gemaakt. De Belgische Herstal S.A. groep bestaat uit de bedrijfonderdelen Browning USA (inclusief Winchester en Browning Canada), Browning Europe (inclusief het Japanse Miroku), FN-Herstal en de Amerikaanse tak FNMI (Fabrique Nationale Military Industries. FN en FNMI houden zich hoofdzakelijk bezig met de fabricage van militaire vuurwapens en munitie. De andere dochtermaatschappijen richten zich op de civiele markt voor sport- en jachtwapens. Het Herstalse concern werd in 1991 opgekocht van het Franse staatsbedrijf GIAT, waarin de Franse wapen- en vliegtuigindustrie was samengebracht.